# Большие Савруши
Большие Савруши — село в Тюлячинском районе Татарстана. Входит в состав Большемешского сельского поселения.

## География
Находится в северо-западной части Татарстана на расстоянии приблизительно 22 км на восток-юго-восток от районного центра села Тюлячи.

## История
Основано в период Казанского ханства. В начале XX века имелась Козьмодемьянская церковь. Крещеные татары в XIX веке вернулись в ислам.

## Население
Постоянных жителей было: в 1782—122 души мужского пола, в 1859—575, в 1897—971, в 1908—1213, в 1920—1014, в 1926—1137, в 1938—846, в 1949—506, в 1958—382, в 1979—319, в 1989—199, 123 в 2002 году (татары 97 %), 102 в 2010.
В 10 дворах из 45 проживают кряшены.